# VfB Theley
VfB Theley e. V. ist ein Fußballverein aus dem Schaumbergdorf Theley in der saarländischen Gemeinde Tholey. Der Verein trägt seine Spiele im ca. 9.000 Plätze fassenden Schaumbergstadion aus.

## Geschichte
Der Verein wurde am 7. Dezember 1919 in einem Gasthaus in Theley gegründet. Nach Aufnahme des Spielbetriebs 1921 und mehreren Jahren in saarländischen Ligen gelang dem Verein im Spieljahr 1954/55 der Aufstieg in die Amateurliga Saarland, um bereits zwei Jahre später 1957/58 Meister dieser Klasse zu werden. In den darauf folgenden Aufstiegsspielen setzte sich der VfB gegen die Vertreter der Landesverbände Rheinland und Pfalz durch und wurde somit Meister des Regionalverbandes Südwest. Der Verein stieg in die II. Division Südwest auf und hielt diese Klasse bis zur Auflösung derselben und der Gründung der Bundesliga 1963.

## Die erfolgreichen 1970er Jahre
Eine weitere sportlich äußerst erfolgreiche Zeit erlebte der VfB Theley Anfang der siebziger Jahre, als man sich in der Regionalliga Südwest, der damals zweithöchsten Spielklasse der Bundesrepublik überraschend gut verkaufen konnte. Zwar stieg man in der ersten Regionalligasaison 1970/71 als Tabellenletzter wieder ab; nach dem sofortigen Wiederaufstieg 1972 belegte der VfB jedoch in den Regionalligaspielzeiten 1972/73 und 1973/74 einen achtbaren 10. bzw. 13. Tabellenplatz. In der Saison 1975/76 gewann man den Saarlandpokal, der den Verein im darauffolgenden Spieljahr berechtigte an der 1. Hauptrunde des DFB-Pokals teilzunehmen. Der VfB Theley siegte in der 1. Hauptrunde 1976/77 überraschend gegen den BFC Preussen Berlin und schied in der 2. Hauptrunde gegen den MSV Duisburg aus.

## 1980er Jahre bis heute
Nach der Einführung der einheitlichen 2. Bundesliga 1974, für die sich der Verein nicht qualifizieren konnte, wechselte der Verein mehrmals zwischen Amateur bzw. Verbands- und Landesliga, ehe man sich seit 1988 in der höchsten saarländischen Spielklasse etablieren konnte. 1999 sicherte man sich den Meistertitel und stieg in die Oberliga Südwest auf. Seit dem Jahr 2000 spielten die Nordsaarländer wieder in der Verbandsliga Saar, bis sie 2007 in die Landesliga Nord/Ost abstiegen. Nach der Umorganisation des saarländischen Fußballs zur Saison 2009/10 spielte der VfB in der mittlerweile nur noch siebtklassigen Verbandsliga Saar. Dort gewann er die Meisterschaft und stieg in die höchste saarländische Spielklasse, die deutschlandweit sechstklassige Saarlandliga auf. In der Saison 2010/11 stiegen die Theleyer wieder in die Verbandsliga Saar ab und nach einem zwischenzeitlichen Abstieg in die Landesliga spielt der Verein seit 2016 wieder in der Verbandsliga Saar (Staffel Nordost). In der Saison 2021/22 gelang der 2. Mannschaft der erneute Aufstieg in die Bezirksliga Blies/Nahe.

## Ligazugehörigkeit
1932/33: A-Klasse Ostsaar Gruppe Blies 
1934/35: Bezirksklasse Saar 
1945/46: Kreisklasse 1 Gruppe St.Wendel 
1946/47–1948/49: Ehren-Bewährungsklasse Ost 
1952/53–1954/55: Bezirksklasse Ost 
1955/56–1957/58: Landesklasse Saar 
1958/59–1962/63: 2. Liga Südwest 
1963/64–1969/70: 1. Amateurliga Saar 
1970/71: Regionalliga Südwest 
1971/72: 1. Amateurliga Saar 
1972/73–1973/74: Regionalliga Südwest 
1974/75–1978/79: Saarlandliga 
1979/80–1980/81: Landesliga Nord/Ost 
1981/82–1983/84: Verbandsliga Saar 
1984/85–1987/88: Landesliga Nordost 
1988/89–1993/94: Verbandsliga Saar 
1993/94: Relegation zur Oberliga Südwest 
1994/95–1998/99: Verbandsliga Saar 
1999/00: Oberliga Südwest 
2000/01–2006/07: Verbandsliga Saar 
2007/08–2008/09: Landesliga Nord/Ost 
2009/10: Verbandsliga Saar 
2010/11: Saarlandliga 
2011/12: Verbandsliga Saar
2012/13–2014/15: Verbandsliga Nord/Ost
2015/16: Landesliga Nord
seit 2016/17: Verbandsliga Nord/Ost

## Erfolge
1957/58: Meister der Verbandsliga Saar
1969/70: Meister der Verbandsliga Saar
1971/72: Meister der Verbandsliga Saar
1975/76: Saarlandpokalsieger (= Teilnahme DFB-Pokal 1976/77)
1980/81: Meister der Landesliga Nord/Ost
1998/99: Meister der Verbandsliga Saar
2009/10: Meister der Verbandsliga Saar
2015/16: Meister der Verbandsliga Saar

## Trivia
Bei Ausschachtarbeiten zur Anlage des zweiten Fußballplatzes für den VfB Theley wurde ein keltisches Gräberfeld entdeckt, archäologisch gesichert und dokumentiert. Der Platz trägt seither den Namen Keltenplatz und wird heute als Park-, Fest- und Skaterplatz benutzt.